# بابلو ري
بابلو ري (بالإسبانية: Pablo Rey)‏ هو رسام وفنان إسباني، ولد في 12 أغسطس 1968 في برشلونة في إسبانيا.

## معرض صور

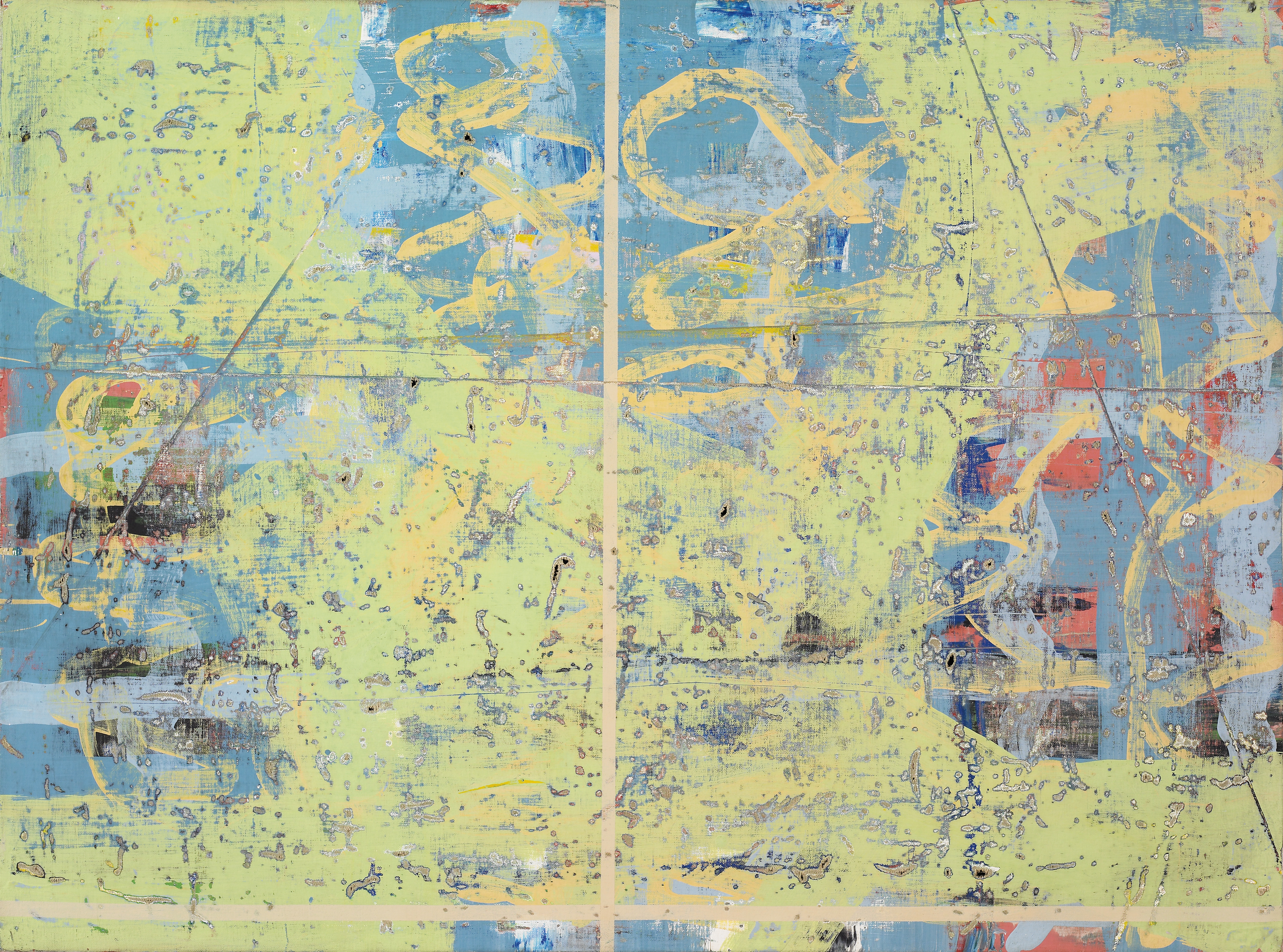
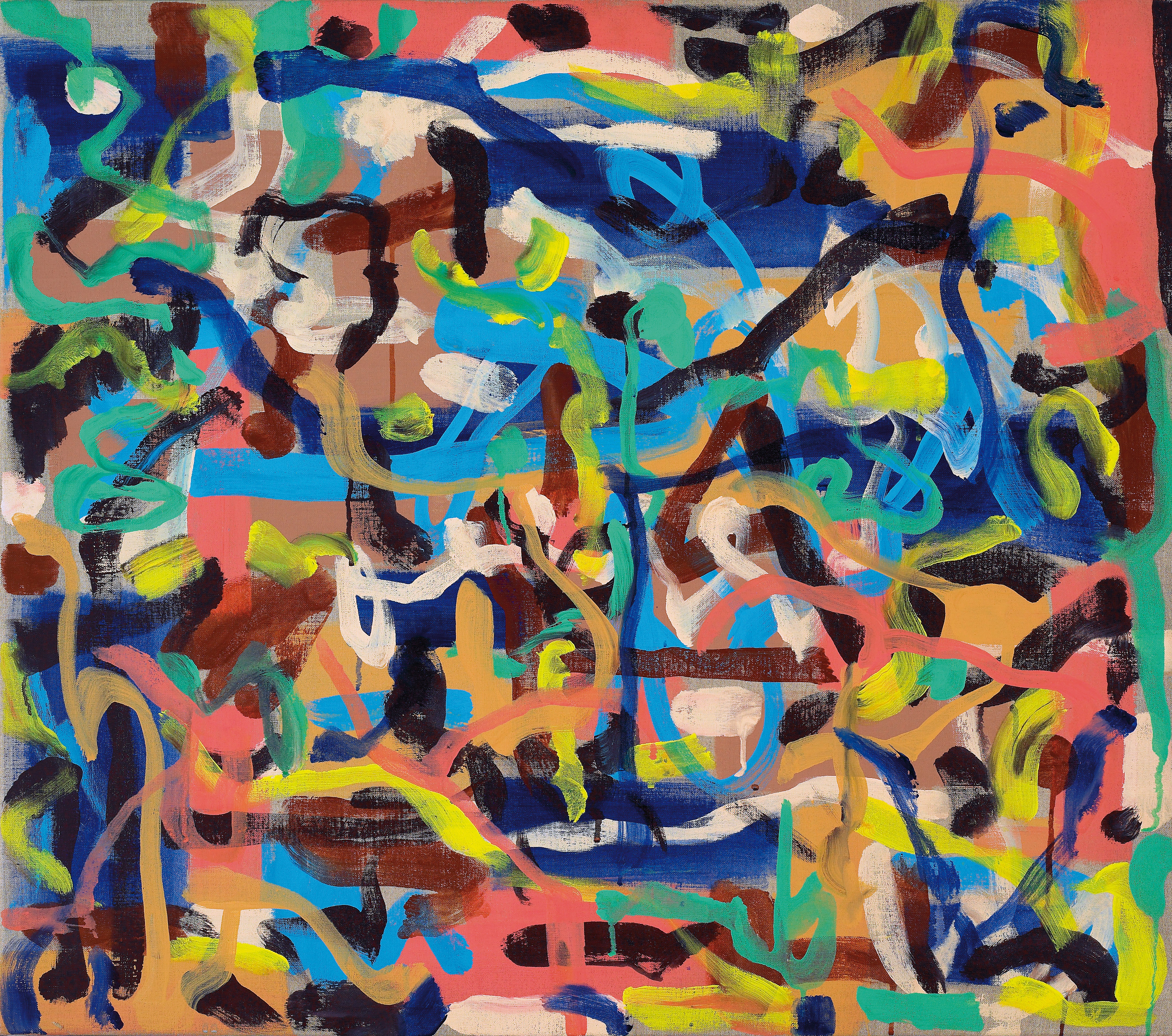
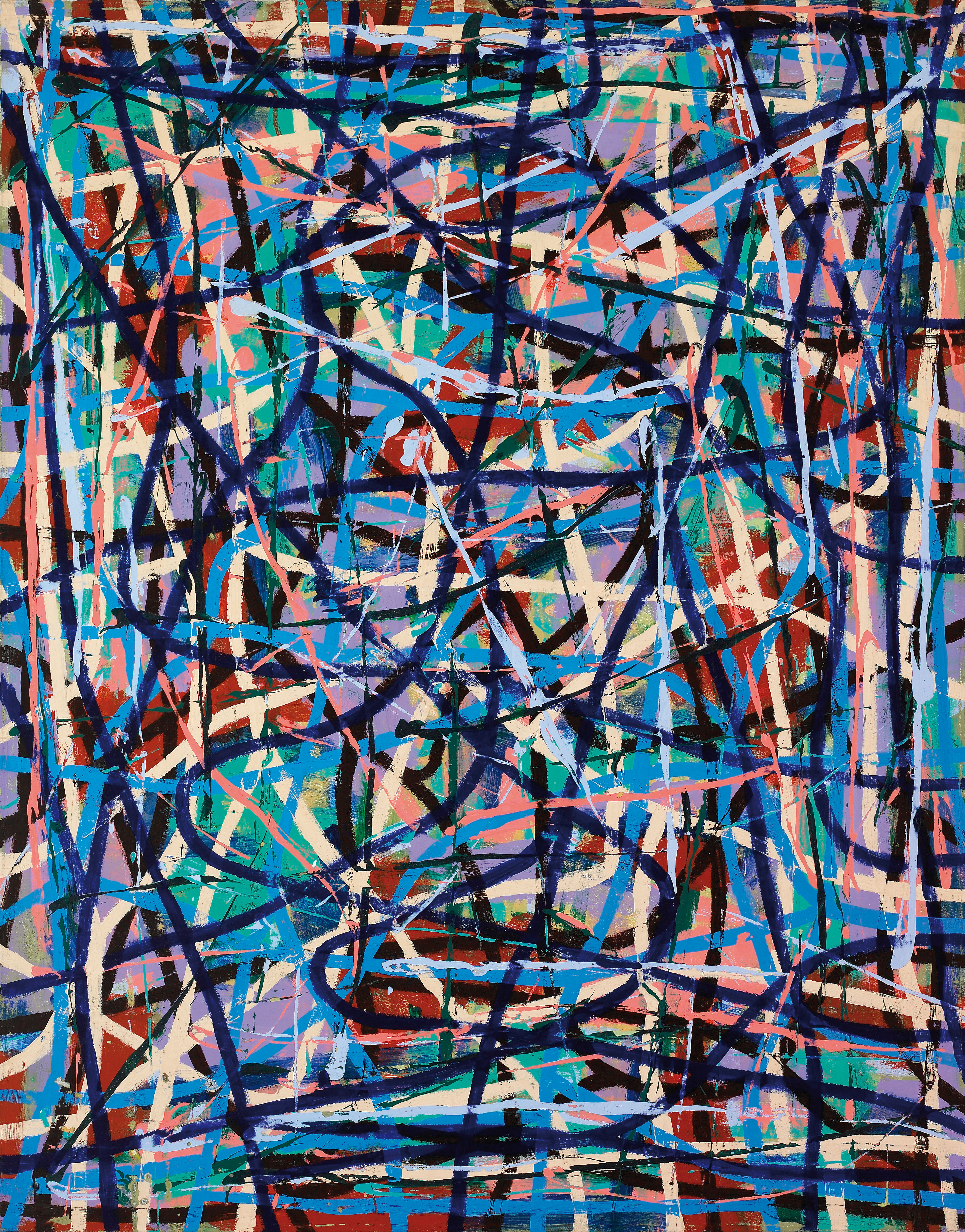
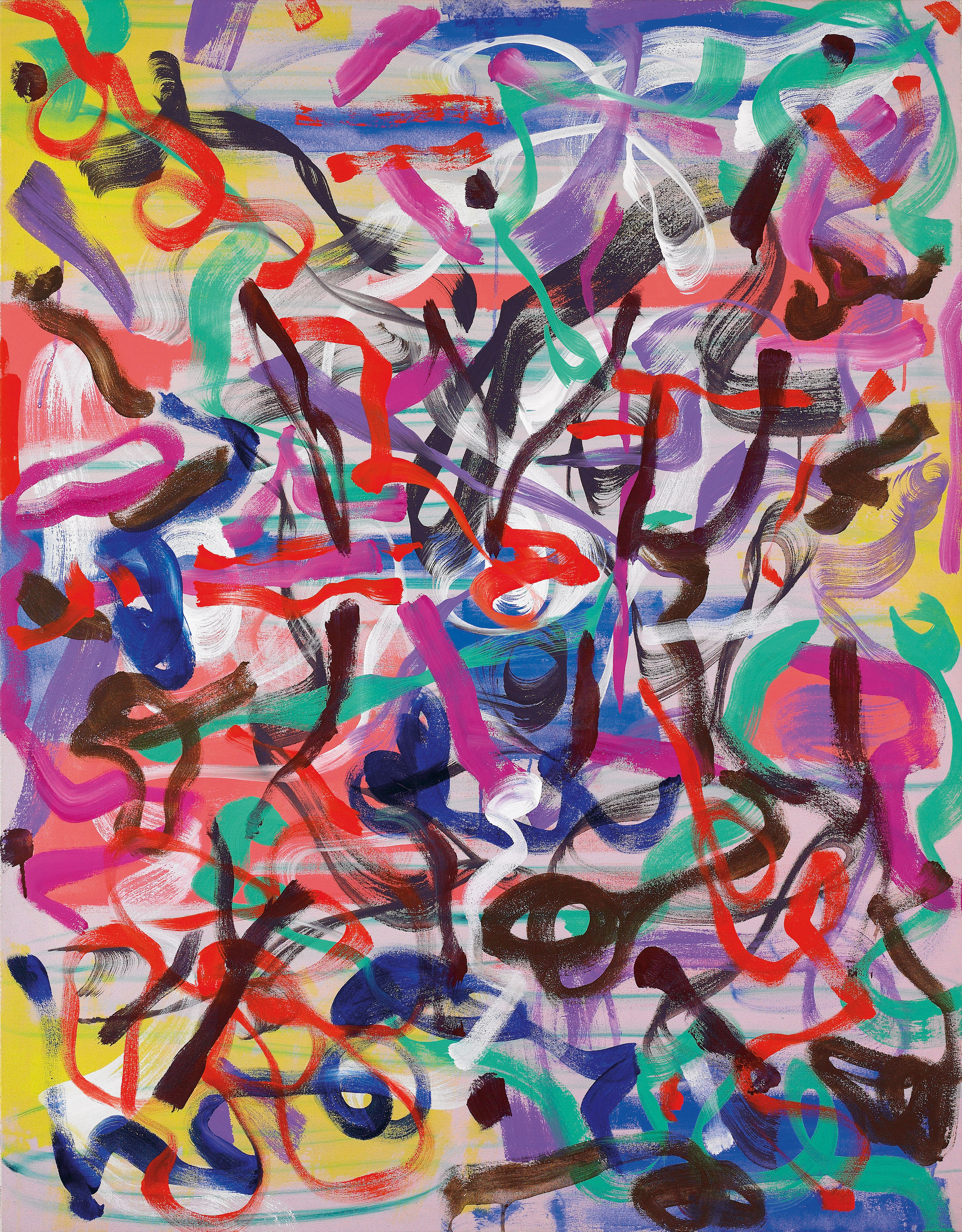
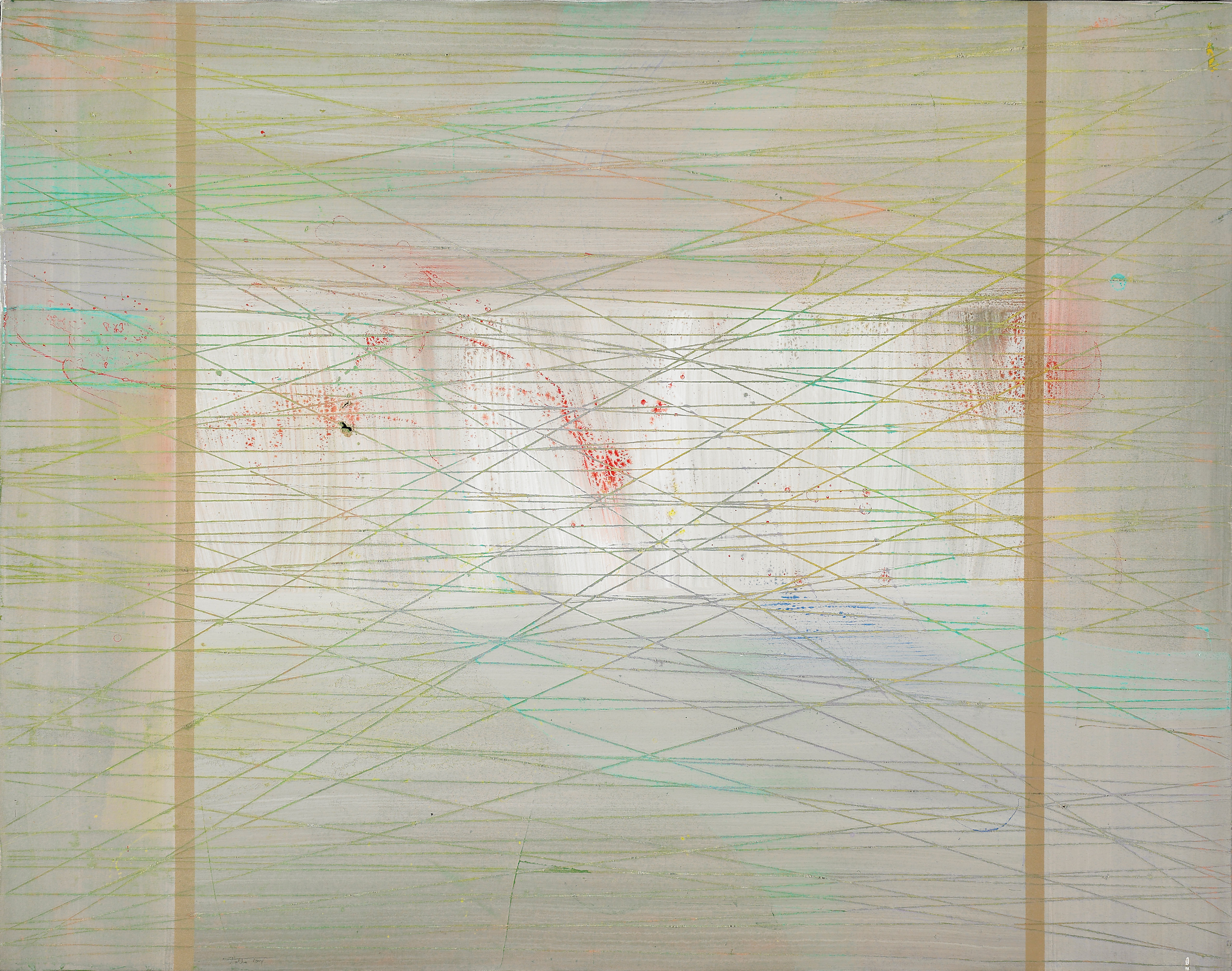
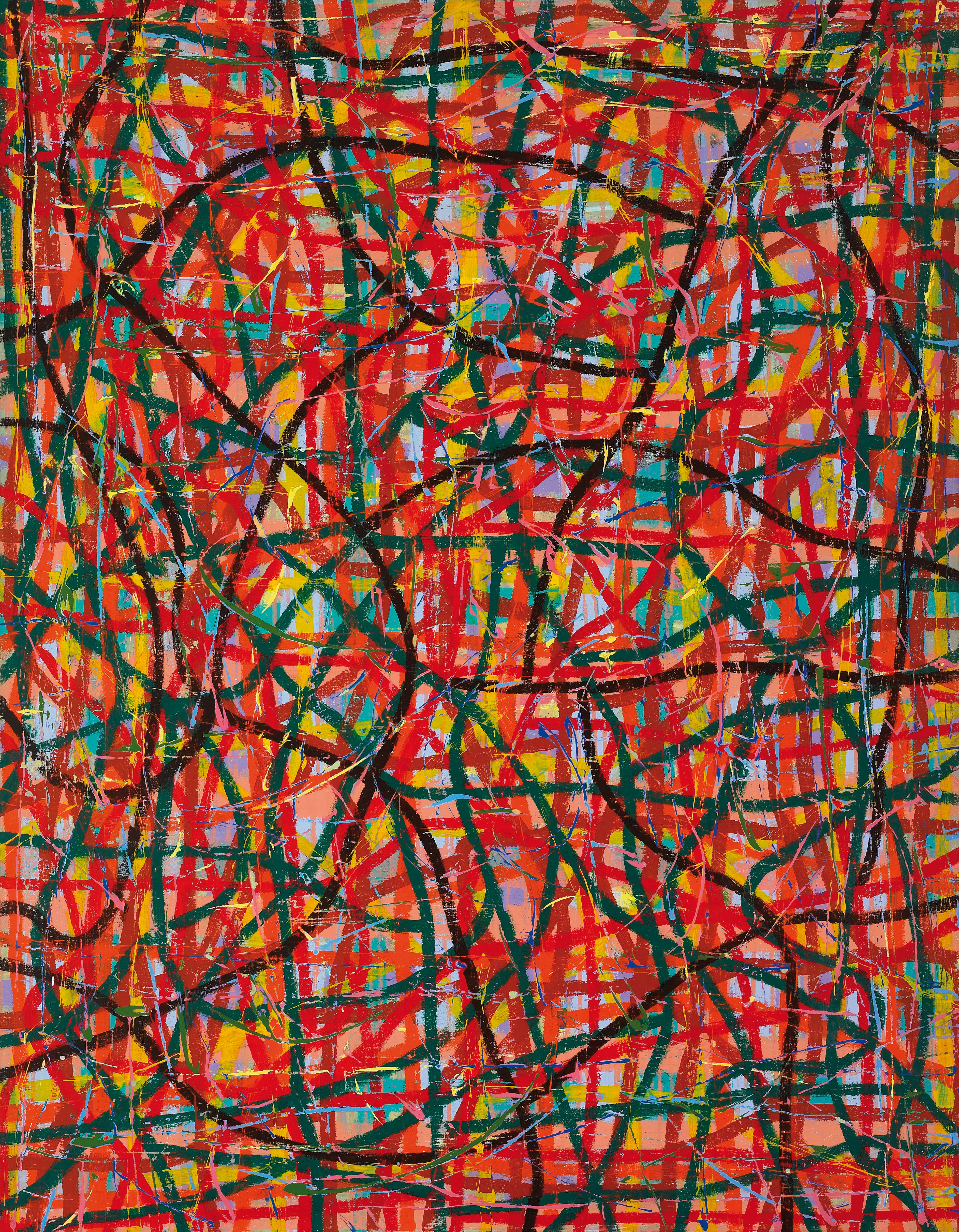

## وصلات خارجية
- الموقع الرسمي